# Росоловская, Ванда Сигизмундовна
Ва́нда Сигизму́ндовна Росоло́вская (Россоло́вская, Мазурке́вич) (укр. Ванда Сигизмундівна Мазуркевич-Россоловська; псевд. Петрова В.; Тариэлли, Даниэль; 3 ноября 1905, Лодзь — 3 мая 1973, Мирный) — советский киновед, историк кино, критик, прозаик, педагог.

## Биография
Родилась в Лодзи Царства Польского. После окончания средней школы в Симферополе в 1926 году поступила на литературное отделение этнологического факультета 1-го Московского государственного университета, окончила его в 1930 году, получив квалификацию «Учитель русского языка и литературы». Работала по специальности в Москве. В педагогической дискуссии выступала против использования наказаний в воспитательной практике советской школы.
В 1932 году поступила в аспирантуру Государственного института кинематографии (ГИК), в декабре 1934 года окончила её (первый выпуск аспирантуры ГИКа). В 1930-е годы работала в Научно-исследовательском секторе ГИКа, редактором в Издательстве литературы по кинематографии и фотографии «Кинофотоиздат», читала лекции по истории советского кино. Входила в группу критиков киносекции Всероскомдрама.
В 1936 году защитила диссертацию на тему «Кинематография накануне Великой пролетарской революции», кандидат искусствоведческих наук.
В 1937 году руководила сценарным фондом на «Мосфильме». Автор фундаментальной монографии «Русская кинематография в 1917 г. Материалы к истории» (1937), ряда статей о кино, кинолибретто, пояснительных брошюр к серии кинопленочных диапозитивов, литературный редактор мемуаров А. А. Ханжонкова. Принадлежит к плеяде первых советских историков кино.
Была в дружественных отношениях с Идой Пензо. Вела дневники, в которых отмечала знаменательные события в кинематографе, в записях упоминала имена репрессированных «врагов народа». В конце октября 1937 года была уволена из сценарного отдела «Мосфильма» с запрещением работать в кино.
29 октября 1937 года в газете «Советское искусство» была опубликована статья с резкой критикой руководящих работников «Мосфильма», в ней отмечалось, что «Россоловская хищнически „расходовала“ денежные фонды», оплачивала несуществующие сценарии на киностудии. В письме консультанта Главного управления кинематографии Г. В. Зельдовича в КПК при ЦК ВКП(б) от 18 января 1938 года указывалось, что Росоловская наряду с руководителями «Мосфильма» ответственна за хаос в сценарном деле на киностудии.
В 1938 году была осуждена по политическим мотивам на 5 лет ИТЛ. Отбывала наказание в Карлаге. С 1943 года работала вольнонаёмной в культурно-воспитательном отделе управления Карлагом.
После освобождения работала заведующей заводской библиотекой в Саратове, учителем средней школы в Удмуртии, с 1954 года преподавала литературу в школах Акимовского и Мелитопольского районов Украины. В 1956 году реабилитирована.
Была членом Мелитопольского литературного объединения «Таврия». С 1957 года очерки и рассказы Мазуркевич-Росоловской печатались в республиканских и областных изданиях, некоторые из них были отмечены областными премиями литературных конкурсов.
Умерла 3 мая 1973 года в посёлке Мирный.